# Dmitrij Padunow
Dmitrij Diemjanowicz Padunow (Gałkin), ros. Дмитрий Демьянович Падунов (Галкин) (ur. 22 sierpnia 1910 r. w stanicy Łabisynskaja, zm. ?) – radziecki inżynier-chemik, propagandysta i publicysta Rosyjskiej Armii Wyzwoleńczej, a następnie młodszy oficer Głównego Zarządu Propagandy Komitetu Wyzwolenia Narodów Rosji podczas II wojny światowej, emigracyjny działacz antykomunistyczny
W 1937 r. ukończył moskiewski uniwersytet chemiczny. Pracował jako inżynier-chemik. Od 1940 r. uczył chemii w kotowskim technikum przemysłowym. Po ataku wojsk niemieckich na ZSRR 22 czerwca 1941 r., został zmobilizowany do Armii Czerwonej. Otrzymał stopień wojentechnika 2 rangi. Został szefem zaopatrzenia wojskowo-technicznego 102 Pułku Strzeleckiego. W maju 1942 r. dostał się do niewoli. Przebywał w obozie jenieckim. W sierpniu tego roku zgłosił się na kurs propagandowy Rosyjskiej Armii Wyzwoleńczej (ROA) w obozie w Wullheide. Po jego ukończeniu w październiku dowodził w obozie grupą szkoleniową. W kwietniu 1943 r. przeniesiono go do szkoły propagandystów ROA w Dabendorfie pod Berlinem, gdzie w stopniu podporucznika objął funkcję zastępcy dowódcy kompanii szkoleniowej. Od grudnia 1943 r. był propagandystą ROA w oddziałach "wschodnich" stacjonujących w okupowanych Włoszech. Od czerwca 1944 r. służył w redakcji pisma ROA "Dobrowolec". W listopadzie tego roku przeszedł do Głównego Zarządu Propagandy Komitetu Wyzwolenia Narodów Rosji (KONR), gdzie zajmował się przygotowywaniem materiałów propagandowych. W styczniu 1945 r. została opublikowana broszura jego autorstwa pt. "Idiejnye osnowy Oswoboditielnogo Dwiżenija narodow Rossii". Na pocz. lutego tego roku ewakuował się do Karlsbadu, gdzie przebywał do końca wojny. Po jej zakończeniu uniknął repatriacji do ZSRR. Wiadomo, że do 1949 r. mieszkał w amerykańskiej strefie okupacyjnej Niemiec. Zaangażował się w działalność Związku Walki o Wyzwolenie Narodów Rosji (SBONR). Opublikował jeden z dokumentów programowych organizacji pt. "Idieologiczeskaja doktrina Oswoboditielnogo Dwiżenija". Dalsze jego losy są nieznane.